# Chiedo scusa al signor Gaber
Chiedo scusa al signor Gaber è il terzo album di Enzo Iacchetti, tributo al cantante Giorgio Gaber. Insieme alla Witz Orchestra, Iacchetti rivisita con simpatia alcuni dei brani più famosi del repertorio degli anni sessanta di Gaber.

## Tracce
1. Torpedo blu (Leo Chiosso/Giorgio Gaber) - 2:53
2. Il Riccardo (Umberto Simonetta/Giorgio Gaber) - 3:46
3. Com'è bella la città (Sandro Luporini/Giorgio Gaber) - 3:34
4. Barbera e champagne - 3:48
5. L'orgia - 3:07
6. Trani a gogò - 3:33
7. La ballata del Cerutti - 3:11
8. Una fetta di limone - 3:13
9. Benzina e cerini - 3:23
10. Porta Romana - 4:58
11. Ma pensa te - 4:21